# Teinotarsina longipes
Teinotarsina longipes is een vlinder uit de familie wespvlinders (Sesiidae), onderfamilie Sesiinae.
Teinotarsina longipes is voor het eerst wetenschappelijk beschreven door Felder in 1861. De soort komt voor in het Oriëntaals gebied.